# Sistema petrolífero

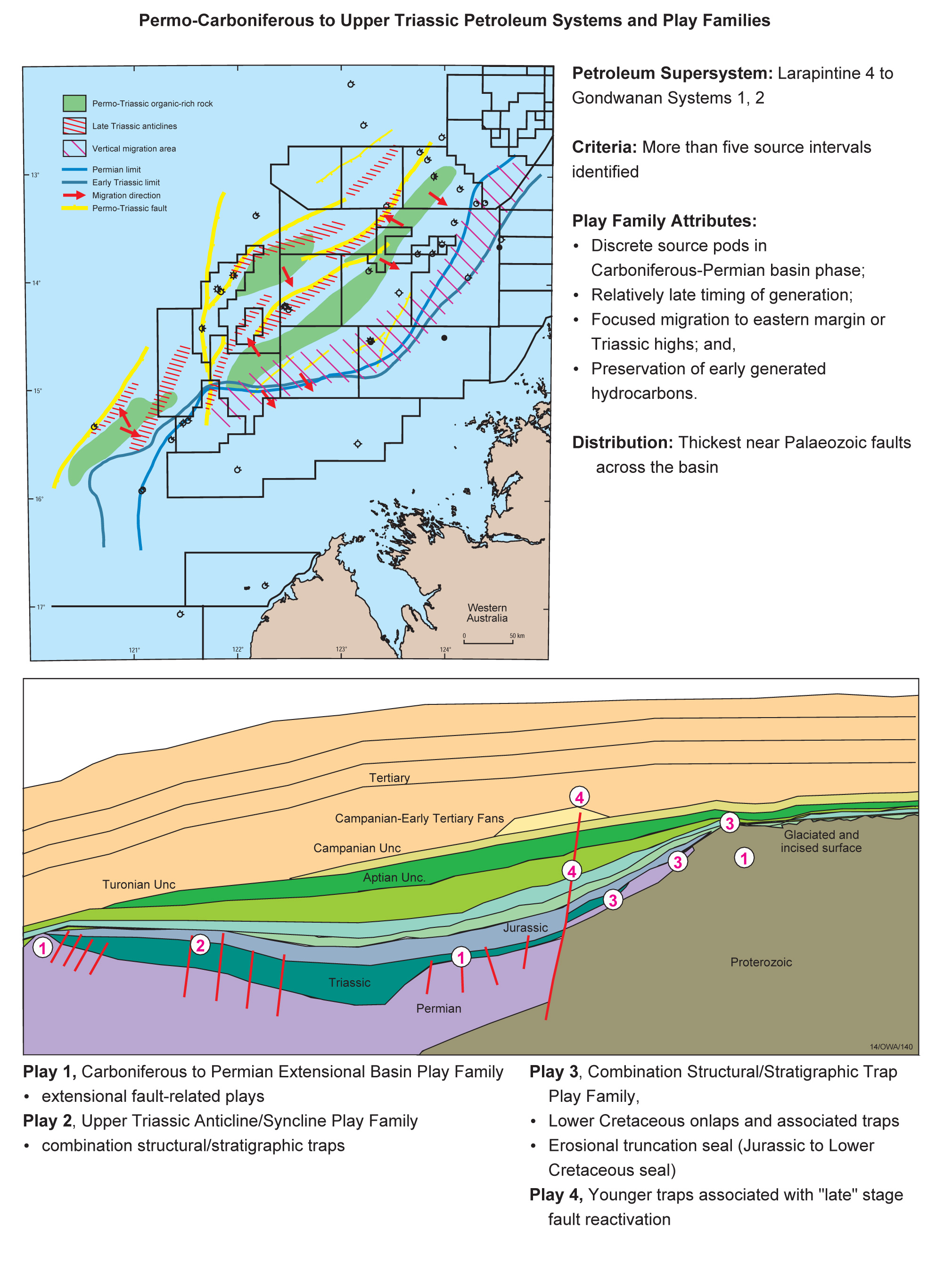
Sistema Petrolífero Permo-Carbonífero do Jurássico Superior - Austrália

Sistema petrolífero é um modelo que engloba todos os elementos e processos geológicos necessários à existência de acumulações de óleo e gás. Trata-se de um conceito unificador de todos os elementos e processos da geologia do petróleo, utilizado na exploração, avaliação de reservas e pesquisa das jazidas petrolíferas.
Para que estas acumulações ocorram, necessita-se de rochas geradoras maduras, rocha reservatório, rocha selante e a sobrecarga. Além da presença destas rochas, dois processos geológicos são fundamentais: a formação de trapas e a geração, migração e acumulação de hidrocarbonetos. Todas estas condições devem ocorrer de forma sincronizada em relação ao tempo geológico.
A existência de petróleo em qualquer quantidade é a prova da existência de um sistema petrolífero, ou seja, uma amostra de óleo ou gás em sondas exploratórias, exudações  naturais, infiltrações ou acúmulos de óleo e gás indicam a presença do sistema.

## Elementos do Sistema Petrolífero

### Rochas geradoras
Para que ocorra petróleo em quantidades significativas em bacias sedimentares, a presença de matéria orgânica depositada juntamente com os sedimentos que formam a rocha sedimentar é fundamental.  A matéria orgânica que contém lipídios  é derivada da fotossíntese de plânctons e algas presentes no ambiente aquático ou de detritos de vegetais terrestres carreados para o local. Esta matéria orgânica enterrada juntamente com os sedimentos está na forma insolúvel, conhecida como querogênio. O ambiente de deposição consiste principalmente de lagos,  deltas e bacias oceânicas.  O tipo de petróleo gerado depende do tipo de matéria orgânica: vegetais terrestres carreados tendem a gerar gás, enquanto que os plânctons tendem a gerar óleo.
Estas rochas, submetidas a condições de temperatura e pressão geram o petróleo. De modo geral, quanto maior for a quantidade de matéria orgânica, maior a propensão à geração de grandes quantidades de petróleo, desde que o ambiente esteja livre da presença de oxigênio, destruidor do carbono e hidrogênio originalmente presentes nos detritos em decomposição. Para ser considerada uma rocha geradora, o teor de carbono orgânico total deve ser superior a 1%.  A condição de ausência de oxigênio pressupõe rochas de baixa permeabilidade. Usualmente a rocha geradora possui granulometria muito fina, como é o caso de folhelhos ou calcilutitos.
A formação do petróleo na rocha geradora decorre da maturação térmica da rocha. O querogênio é quebrado quimicamente e passa a ser transformado em petróleo a partir de 60oC, gerando um óleo viscoso. Com o aumento da temperatura, aumenta a fluidez do óleo e o teor de gás presente.  O pico de geração ocorre a 90oC. A partir de 120oC, o volume predominante é o de gás, sendo o óleo gerado um condensado. Temperaturas superiores a esta geram apenas gás.

### Migração do petróleo

Migração secundária do petróleo pelo espaço poroso

À medida em que o querogênio é transformado em petróleo, o volume ocupado por este material é maior que o volume original de querogênio. Isto gera um aumento de pressão na rocha, gerando um fraturamento da mesma, o que gera canais de migração para regiões de pressão mais baixa. Este transporte dos fluidos a partir da rocha geradora até um local poroso de menor pressão, com características selantes onde o petróleo será acumulado denomina-se migração. O processo de  emigração do fluido  da rocha geradora é chamado de migração primária. O processo de escoamento  até a região de acumulação (reservatório) é conhecido como migração secundária. O mecanismo de migração secundária decorre do empuxo dos fluidos do petróleo em relação à água presente nos poros da formação. A migração cessa quando a pressão capilar do sistema poroso excede a força de empuxo na direção das camadas superiores.
Os caminhos de migração constituem-se das fraturas, falhas, rochas carreadoras (rochas com porosidade e permeabilidade suficientes para permitir o transporte). O petróleo gerado percorre estes caminhos até encontrar uma trapa.

### Trapa

Trapa estrutural: dobra anticlinal.

Trapa estrutural: falha geológica

A trapa ou armadilha pode ser do tipo estrutural , estratigráfica ou hidrodinâmica. Uma armadilha estrutural consiste de configurações geométricas de estruturas de rochas que acumulam o petróleo, não permitindo sua fuga. Podem ser domos salinos, flancos de homoclinais ou ainda, diversos tipos de superposição de dobras e falhas.  A maior parte dos reservatórios descobertos pertencem à esta classe de trapa. As trapas estratigráficas decorrem do acunhamento da camada transportadora ou ainda pela existência de uma barreira impermeável ou diagenética, causando a retenção do petróleo.

### Rochas reservatório
A condição para o armazenamento do petróleo nas rochas reservatório é a porosidade de tais rochas, que variam de 5% a 35%, tendo em média de 15% a 30%. Geralmente são compostas por granulometria de areia a seixo como arenitos, calcarenitos ou conglomerados. Entretanto, rochas portadoras de porosidade não-intergranular, como fratura ou dissolução podem armazenar hidrocarbonetos. Assim, os tipos de reservatório mais comuns são os arenitos, seguidos de calcários porosos originados de praias e planícies carbonáticas, calcários de recifes ou calcários dissolvidos por águas meteóricas.

### Rochas selantes
As rochas selantes são rochas de baixa permeabilidade, como folhelhos, siltitos e calciculitos, de forma que impedem o escape dos fluidos da rocha reservatório. Geralmente estas rochas situam-se acima do reservatório. Algumas vezes mudanças diagenéticas ou nas fácies dentro da própria rocha reservatório, ou ainda falhamentos podem atuar como selo.

### Sincronismo
O sincronismo é o fenômeno que faz com que todos os fatores presentes na formação de um sistema petrolífero ocorra em uma escala de tempo geológico adequada, ou seja, não basta a ocorrência das condições de geração de hidrocarbonetos, de rotas de migração, de rochas reservatório ou de trapeamento, sem que elas ocorram de forma favorável ao longo do tempo.  Uma causa comum do insucesso nas pesquisas exploratórias no mundo inteiro deve-se à ausência de sincronismo.